# Bernd Rumberg
Bernd Rumberg (* 19. Oktober 1933 in Hildesheim) ist ein deutscher Chemiker und emeritierter Universitätsprofessor der Technischen Universität Berlin.

## Leben
Bernd Rumberg studierte von 1953 bis 1962 Physik und Physikalische Chemie an der Universität Hamburg und der Universität Marburg. Anschließend ging er an die Technische Universität Berlin, wo er zunächst als wissenschaftlicher Mitarbeiter am Max-Volmer-Institut für Biophysikalische Chemie und Biochemie bei Horst Tobias Witt tätig war und 1965 mit einer Arbeit zur Analyse von Absorptionsänderungen beim Primärprozess der Photosynthese promoviert wurde. Er arbeitete weiterhin zu den Mechanismen der Bioenergetik und legte Grundlagen zur biophysikalischen Erforschung der Photosynthesereaktionen und der Energiebereitstellung durch ATP. 1970 habilitierte er sich und lehrte seitdem an der TU Berlin bis zu seiner Emeritierung als Professor für Physikalische Chemie. Er war dort auch Vorsitzender des Fachbereichsrats für Physikalische und Angewandte Chemie. Im Bereich der Forschung beschäftigte er sich weiterhin mit der kinetischen Modellierung der Photo- und der ATP-Synthese.
Bernd Rumberg ist verheiratet und hat drei Kinder.

## Auszeichnungen (Auswahl)
- 1977: Röntgen-Preis (mit Wolfgang Junge, Roland Reich) für Arbeiten zur Photosynthese[4]